# Urophora adjacens
Urophora adjacens är en tvåvingeart som först beskrevs av Erich Martin Hering 1941.  Urophora adjacens ingår i släktet Urophora och familjen borrflugor.
Artens utbredningsområde är Peru. Inga underarter finns listade i Catalogue of Life.